# محافظة سانتياغو ديل استيرو
محافظة سانتياغو ديل استيرو هي إحدى محافظات الأرجنتين تنقسم إلى 27 مقاطعة صغيرة يطلق عليها اسم حزب.

## التاريخ

### السكان الاصليين
قبل الغزو الإسبانية بدأت في 1536، هذا المجال كان يسكنها أساسا العرقية السهل وفقا ل الفريد وغيره من المؤلفين، وهذه هي نفس المجموعة الاثنيه التي كانت تسمى «القانونية» وهذا الرأي الآن أقرتها معظم علماء الانثروبولوجيا.

## التاريخ
في 1542، دييغو دي روخاس امر القيام مدخل إلى محافظة توكومان، مما جعل هذا القبطان ورجاله مفخره كبيرة للاستيلاء على نصف مجهول والعداءيه واختراق للمرة الأولى في شمال غرب الأرجنتين. روخاس حاول ا لتأسيس أول مدينة اسست الإسبانية. ولكنها لم تنجح واستمرت في تقدمها جنوبا، وتعرضهم للقتل على مقربة من الحدود الحالية للمقاطعة سانتياغو ديل استيرو مع قرطبة.

## التقسيم الإداري
وهو مقسم إلى 27 أقسام. وقد اعتمد الدستور الحالي في 1997. الادارات بدوره يضم 28 بلدية و 89 في اللجان البلدية، بالرغم من انه في بعض الحالات قد توسيع الحدود البلدية لسطح الادارتين.

## الجوانب الجغرافية
أنت وشملت، بشكل كامل تقريبا في شاكو سهل. ويعرض معظم الاغاثه جدا شقة (على الرغم من بريشتينا الخفيه التي تغطيها الغابات الكثيفه) مع بعض المناطق التي تعاني من الكساد. سوى جزء صغير من اراضيها، والجنوب والشرق، والدخول في مجال جبال، بالإضافة إلى الجنوب الغربي، مع حدود وكاتاماركا قرطبة هو من كساد حوض تتميز بها الجفاف وجود هاءله ملح هو مثل الجامعة] ملح كبيرة، في حين ان جنوب أكثر المناطق التي تعاني من الكساد، مع للاراضي الرطبه هي التي تؤدي إلى الكبير البحر شيكو والثغرات المرتبطة بها الحفره الحجر النيزكي، في حين تقع شمال شرق مقاطعة هذه المناطق شاكو اختراقها.

## الاقتصاد
هيكل الإنتاج للمقاطعة على أساس الإنتاج الأولى، ولا سيما القطاع الزراعي، الذي يشمل أساسا زراعة القطن (2 تتولى حاليا المركز السادس بعد شاكو) الصويا، الذرة والبصل. بين الثروة الحيوانيه وتربية الماشية بصورة بارزة، وهو نشاط يتم على هامش الشرقي من المقاطعة، حيث المناخ أكثر اعتدالا.
شجرة الزيتون في الظهور بقوة كبيرة ويصبح بالتدريج مهما محتملا زراعة في المقاطعة، على وجه الحصر في مجال الري ريو دولسي.

## توأمة
لمحافظة سانتياغو ديل استيرو اتفاقيات توأمة مع:
- سوجو

## أعلام
- نيكولاس غوميز
- خوان دومينغو كوردوبا
- خافيير أومباديس

## روابط إضافية
- Historia de Santiago del Estero
- Official site: Santiago del Estero Province (in Spanish)
- Santiago del Estero Culture, art, myths: in Spanish.